# West Fargo
West Fargo is een plaats (city) in de Amerikaanse staat North Dakota, even ten westen van Fargo in Cass County.

## Demografie
Bij de volkstelling in 2000 werd het aantal inwoners vastgesteld op 14.940. In 2006 is het aantal inwoners door het United States Census Bureau geschat op 21.508, een stijging van 6568 (44,0%). De verwachting is dat West Fargo de komende jaren sterk blijft groeien.

## Geografie
Volgens het United States Census Bureau beslaat de plaats een oppervlakte van 18,9 km², geheel bestaande uit land. West Fargo valt binnen het grootstedelijk gebied van Fargo-Moorhead.

## Plaatsen in de nabije omgeving
De onderstaande figuur toont nabijgelegen plaatsen in een straal van 12 km rond West Fargo.